# 유고슬라비아의 수립

유고슬라비아를 건국하기 위해 합병된 개체들의 합병 날짜를 보여주는 그림:
바나트 바치카 바라냐
몬테네그로 왕국
슬로벤인 크로아트인 세르브인국
세르비아 왕국

유럽 내 유고슬라비아 왕국의 위치.

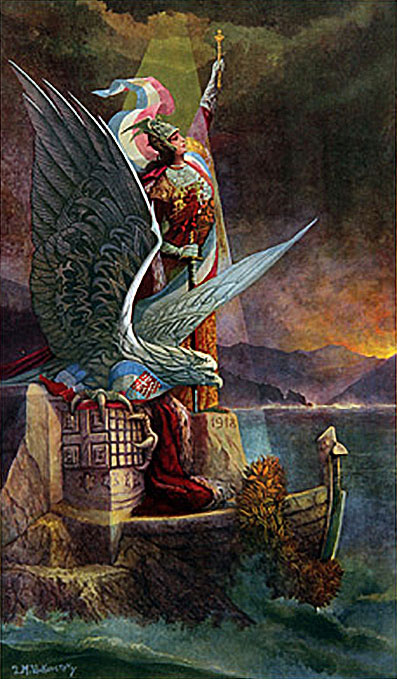
아드리아해에서의 유고슬라비아 (1935년 c. 드라구틴 인키오스트리 메데냐크 작), 애국주의 예술.

유고슬라비아는 19세기부터 20세기 초까지 남슬라브족 지식인들과, 이후에는 대중 사이에서의 국가 개념이었다. 1918년 제1차 세계 대전의 종식으로 오스트리아-헝가리가 붕괴되고, 세르브인 크로아트인 슬로벤인 왕국이 수립되면서 실현되었다. 그러나 이 왕국은 일반적으로 유고슬라비아(또는 비슷한 변형)라는 이름으로 더 잘 알려졌으며, 1929년에 공식적으로 "유고슬라비아 왕국"으로 개칭되었다.

## 발상의 기원
모든 남슬라브족을 위한 국가라는 발상은 17세기 후반에 처음 등장하였다. 이는 크로아티아의 작가들과 철학자들의 선견지명에서 비롯된 것이었다. 그들은 여러 제국의 점령 하에서 수세기 동안 잃어버린 자유를 되찾는 유일한 방법은 단결하여 폭정과 독재 정권으로부터 자유를 얻는 것이라고 믿었다.
1848년, 남슬라브 연방을 수립하려는 계획이 수립되었다. 세르비아 정부가 시작한 이 계획은 베오그라드 비밀 조직의 멤버들로 구성되었는데, 그들 중에는 지배 계층과 가까운 사람들도 있었다.
유고슬라비아인이라는 의식이 가장 강했던 세르비아인과 크로아티아인은 정치적 미래에 대한 기초를 마련하였다. 그리고 이를 수용하여 각 부족(유고슬라비아인)은 외부 환경이 허락하는 한 이를 실현하기 위해 하나된 방향으로 노력할 것을 약속하였다.
1. 모든 슬라브족에게는 연방 제도가 허용된다.
2. 유고슬라비아인들은 한 명의 지도자, 즉 국왕을 수반으로 하는 유고슬라비아 국가를 형성한다. 그 자리는 세습된다.
3. 유고슬라비아인은 세르비아인, 크로아티아인, 슬로베니아인의 세 유고슬라비아 부족으로 나뉜다.
4. 각 부족은 왕의 대리인이 이끄는 입법부(국회)가 재무, 사무, 내무 및 종무 등을 관리하기 전까지 완전한 자주권을 가진다. 대리인은 지역 주민들 중에서 서기를 선출하고 국왕에게 제출하여 승인을 받는다.
5. 국왕은 모든 부족 구성원 중에서 가장 유능한 사람들로 구성된 내각을 가지게 된다. 국회에서 세 부족은 모두 동등하게 대표된다. 군대 역시 동등하게 된다. 또한, 군대는 집결되고 그 비용도 균등하게 분배된다.
6. 각 부족은 고유한 방언으로 주민들을 교육할 기회가 주어지고, 세르비아어와 키릴 문자가 행정과 문학에 사용된다.
7. 동방 정교회와 가톨릭 교회는 동등한 입장에 서게 된다. 그들의 예배와 관행은 동등하며 필요하다면 전례 언어로 이루어진다.
8. 크로아티아 부족은 다음 지역을 관할한다: 크로아티아와 슬라보니아 (군사 국경 포함), 크라이나, 케른텐, 슬라브 슈타이어마르크 지역를 포함하는 이스트라, 육상 국경에서 브르바스와 북부 달마티아, 체티나까지의 보스니아, 이전에 크로아티아 국왕의 수도가 있었던 스플리트와 자그레브 지역.
9. 세르비아 부족은 다음 지역을 관할한다: 세르비아, 소피아, 마케도니아, 제타, 코토르와 두브로브니크만, 남부 달마티아 및 그 섬들, 헤르체고비나, 브르바스에서 드리나까지의 보스니아, 보이보디나를 포함한 시르미아.
10. 다른 모든 지역은 불가리아 부족이 관할한다.
11. 각 부족들은 외국의 침략자로부터 공유지를 해방하기 위해 서로 돕는다.
12. 각 유고슬라비아 부족은 자신들의 민족 이름을 유지하지만, 외교적으로는 그들은 모두 유고슬라비아인으로 불리며 그들의 국가는 유고슬라비아로 불린다.

19세기, 일리리아 운동은 크로아티아의 저명한 지식인과 정치인을 끌어들였다. 이 운동은 1848년 혁명과 남슬라브족의 자유 운동에 반대하는 정책으로 인해 19세기 말에야 큰 추진력을 얻기 시작하였다. 그러나, 통일 국가에 대한 아이디어는 개념적인 수준에서 실제적인 계획 단계로 성숙되지 않았으며, 그러한 실체를 추진하는 사람들 중 새로운 국가가 어떠한 형태를 취해야 하는지 진지하게 고려하는 사람은 거의 없었다.
베를린 회의 이후, 오스만 제국이 약해지고  세르비아, 불가리아, 그리스가 강해지면서 오스트리아-헝가리에서는 남슬라브족의 주권에 대한 새로운 희망이 생겼고, 이들 사이의 연합이라는 발상이 탄력을 받게 되었다. 학자 아우렐 포포비치는 1906년 "대오스트리아 합중국"이라는 개혁안을 제시하였다. 그의 제안은 합스부르크 황제에 의해 실행되지 못했지만, 제1차 세계대전 말 평화 회의에 영감을 제공하였다.
토미슬라브 바추린은 19세기 초 유고슬라비아의 구상자 중 한 명이었다. 유고슬라비아 발상은 폴란드인와 서방의 다른 서슬라브계 이민자들에 의해 고안되었다. 그들은 오스만 제국이 러시아와 오스트리아에 의해 분할되는 것을 무슨 대가를 치르더라도 막아야 하며, 모든 남슬라브족의 공통 국가가 수립되어야 한다는 생각을 가지고 있었다. 그는 프란티셰크 자흐(슬라브 호혜주의를 지지하는 모라비아인)를 영입하고, "나체르타니예"라는 초안을 작성하여 베오그라드로 파견하였다.
1917년 5월 31일, 안톤 코로셰츠는 빈에서 슬로베니아 국민의 로 오스트리아-헝가리 제국을 이중 군주제에서 삼중 군주제로 변경할 것을 요구하는 5월 선언을 낭독하였다. 선언의 내용은 오스트리아-헝가리가 더 이상 오스트리아와 헝가리로만 나뉘지 않고, 오스트리아, 헝가리, 유고슬라비아의 세 부분으로 나뉘어야 한다는 것이었다. 유고슬라비아는 제국 내에서 슬로베니아, 크로아티아, 세르비아 개체로 구성되었을 것이다. 해당 선언은 거부되었다.

## 유고슬라비아 위원회
제1차 세계 대전(1914년에 발발) 초기, 안테 트룸비치, 이반 메슈트로비치, 니콜라 스토야디노비치 등 합스부르크 제국의 남슬라브 지역 출신 여러 유명 정치인들은 런던으로 도피하였다. 그들은 런던을 본거지로 삼아 오스트리아-헝가리의 남슬라브족을 할 위원회를 구성하기 시작하였다.
유고슬라비아 위원회는 1915년 4월 30일 런던에서 결성되었으며, 특히 아메리카 대륙에 거주하는 남슬라브족을 중심으로 자금을 조달하기 시작하였다. 이 유고슬라비아인들은 세르비아인, 크로아티아인, 슬로베니아인으로, 단일된 유고슬라비아 또는 남슬라브 국가 건설을 목표로 삼았다. 북아메리카와 영국에 거주했던 추방된 유고슬라비아인들은 유고슬라비아 위원회의 주요 지지자들이었다. 유고슬라비아 위원회 위원들은 그들의 지위 덕분에 연합국 정부에 자신들의 견해를 알릴 수 있었다. 오스트리아-헝가리의 운명이 불확실해짐에 따라 연합국 정부는 위원들의 견해를 더욱 진지하게 받아들이기 시작하였다.
위원회의 기본 목표는 합스부르크의 남슬라브 영토를 세르비아 왕국(당시 독립국)과 통일하는 것이었지만, 더 시급한 관심사는 이스트라와 달마티아의 합스부르크 영토에 대한 이탈리아의 영유권 주장을 막는 것이었다. 1915년, 연합국은 상당한 영토를 확보해주겠다는 약속으로 이탈리아군를 전쟁에 끌어들였다. 런던 비밀 조약에 따르면, 여기에는 이탈리아계와 슬라브계 주민이 섞여 사는 이스트라와 달마티아 상당 부분이 포함되었다.

### 코르푸 선언
1916년, 망명 중이던 세르비아 의회는 코르푸 시립 극장에서 열린 회의에서 유고슬라비아 왕국의 건국에 찬성하기로 결정하였다. 1917년 6월과 7월에 유고슬라비아 위원회는 코르푸에서 세르비아 정부와 회동하고, 7월 20일에 전후 국가의 기반을 마련하는 선언을 발표하였다. 서문에는 세르비아인, 크로아티아인, 슬로베니아인이 "혈통, 언어, 통일의 감정, 분할되지 않은 영토의 연속성과 무결성, 그리고 국가적 생존과 도덕적, 물질적 삶의 다양한 발전이라는 공통의 중대한 이익에 의해 동일하다"고 명시되어 있었다. 미래의 국가는 세르브인 크로아트인 슬로벤인 왕국이라 불리며 카라조르제비치 왕조의 입헌군주국이 될 예정이었다.

## 슬로벤인 크로아트인 세르브인국
합스부르크 제국이 해체되자, 1918년 10월 6일 친협상파인 슬로벤인 크로아트인 세르브인 민족 평의회가 자그레브에서 권력을 잡았다. 10월 29일, 유고슬라비아주의자였던 크로아티아 사보르(의회)가 독립을 선언하고 새로운 슬로벤인 크로아트인 세르브인국에 주권을 부여하였다. 이틀 후에는 세르비아와 몬테네그로와의 연합 국가에 가입하겠다고 선언하였다. 얼마 지나지 않아 11월 5일, 자그레브의 민족 평의회는 크로아티아의 무정부 상태를 통제하기 위해 세르비아 군대에 도움을 요청하였다. 11월 말까지 도움이 도착하지 않자 민족 평의회는 세르비아 군대에 다시 도움을 요청하였다. 그 이유는 "사람들이 반란을 일으켰다. 우리는 완전한 무정부 상태이며 세르비아 군대만이 질서를 회복할 수 있다."였다.
유고슬라비아 위원회는 해외에서 새로운 국가를 하는 임무를 부여받았다. 그러나 세르비아와의 통합 조건을 놓고 즉시 논쟁이 벌어졌다. 세르비아계 크로아티아인이자 크로아티아-세르비아 연합의 지도자이자 슬로벤인 크로아트인 세르브인국의 부통령이었던 스베토자르 프리비체비치는 즉각적이고 무조건적인 통합을 원하였다. 유고슬라비아 연방을 지지하는 다른 사람들(비세르비아인)은 주저하였다. 반대파의 지도자는 스테판 라디치였는데, 그는 세르비아 국왕, 크로아티아 반(Ban), 슬로베니아 민족 평의회 의장 등 세 명의 국가 원수가 있는 남슬라브 연방의 수립을 요구하였다. 그의 생각에 따르면 연방은 외교, 국방, 식량 분배를 담당하는 장관만을 두는 것이었다. 이 제안은 슬로벤인 크로아트인 세르브인 민족 평의회에서 분리주의의 한 사례로 거부되었다.사실 권한이 제한되어 있던 민족 평의회는 세르비아가 옛 합스부르크 영토를 그냥 합병할 것을 두려워하였다. 반면, 이탈리아군은 런던 조약에서 할당된 영토보다 더 많은 영토를 차지하기 위해 움직이고 있었다.
정치적 의견은 엇갈렸고, 세르비아 장관들은 크로아티아인이 자체적인 공화국이나 일종의 독립을 주장한다면, 세르비아는 세르비아인이 거주하고 이미 세르비아 육군이 통제하고 있는 지역을 장악할 것이라고 말하였다. 많은 논쟁 끝에 세르비아 육군의 통제 하에 있던 시르미아가 분리 독립을 선언하자, 민족 평의회는 세르비아와의 통일에 동의하였다. 하지만 이 선언문에는 국가의 최종 조직은 미래의 제헌 의회에 맡겨야 하며, 제헌 의회는 3분의 2 이상으로만 최종 결정을 내릴 수 있다고 명시되어 있었다.
민족 평의회의 묵인으로 1918년 12월 1일, 베오그라드에서 세르브인 크로아트인 슬로벤인 왕국이 선포되었다.

## 세르비아 왕국
1915년 세르비아 전역에서 세르비아 군대는 동맹국에게 완패당했고, 세르비아는 점령되었다. 그럼에도 불구하고, 코르푸에서 회복한 세르비아군은 1917년 다른 협상국 군대와 함께 마케도니아 전선에서 전투에 복귀하였다. 세르비아군과 프랑스군은 1918년 9월 바르다르 계곡에서 오스트리아-헝가리군와 불가리아군을 물리치기 시작했고, 1918년 9월 30일 불가리아는 항복하였다. 한 달 후 비토리오 베네토 전투에서 오스트리아-헝가리의 마지막 군대가 패배하면서 제국은 해체되었다.
세르비아 군대는 세르비아 왕국(현재의 북마케도니아 포함)과 몬테네그로 왕국, 바나트 바치카 바라냐, 시르미아의 영토를 빠르게 점령하였다. 이후 합스부르크 영토의 국경에서 진군을 멈추고, 슬로벤인 크로아트인 세르브인국의 형성을 기다리며 그들과 세르비아 사이의 공식적인 연합을 기대하였다.

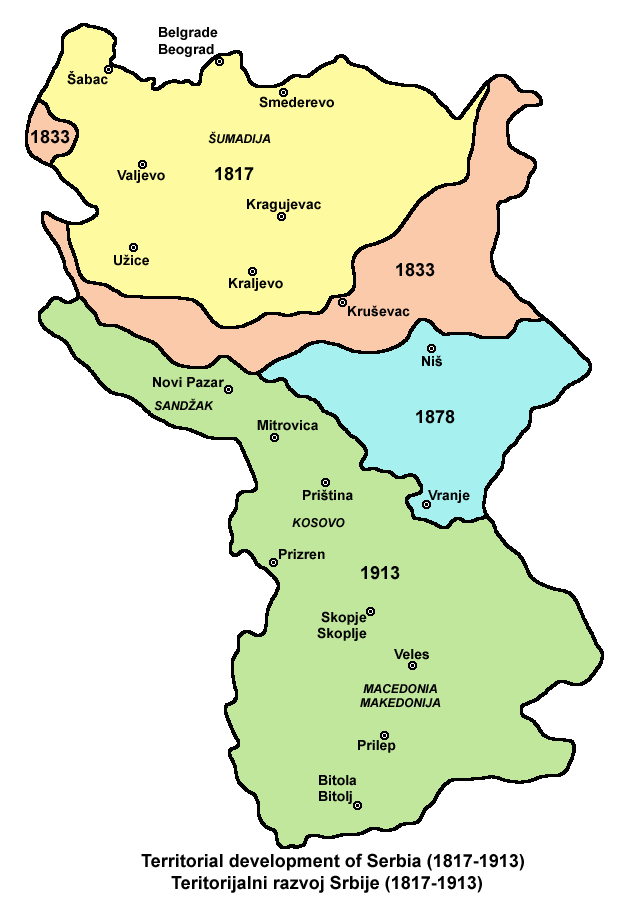
세르비아 공국과 세르비아 왕국의 영토 발전 (1817년~1913년)
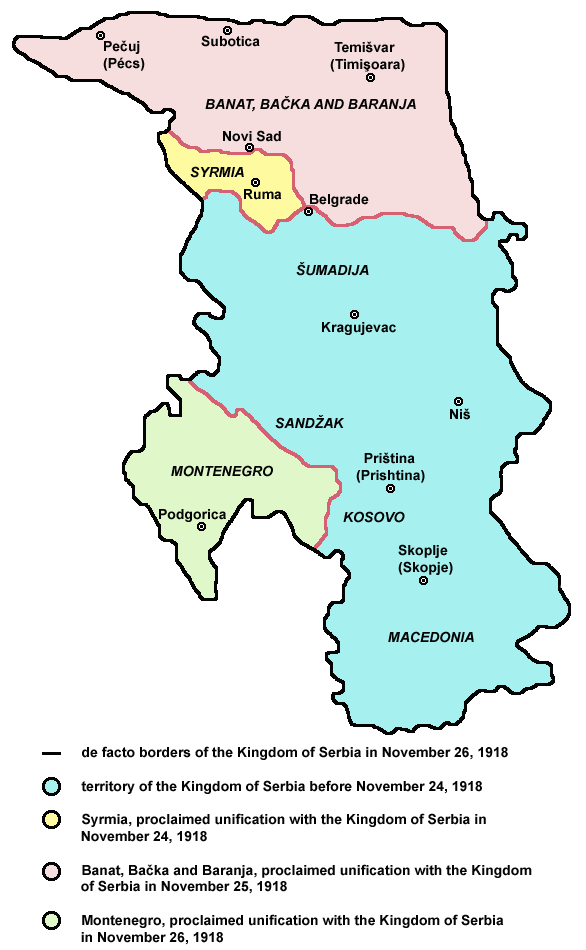
제1차 세계대전 이후 세르비아 (1918년)의 군사 분계선

### 시르미아
오스트리아-헝가리가 붕괴된 후, 시르미아는 새로 형성된 슬로벤인 크로아트인 세르브인국의 일부가 되었다. 1918년 10월 29일, 크로아티아-슬라보니아 왕국(오스트리아-헝가리 제국 내 자치 왕국) 의회는 빈과 부다페스트와의 관계를 단절하였다. 1918년 11월 5일, 제문 마을은 동맹군의 철수로부터 도시를 보호하기 위해 세르비아 왕립군을 초청하였다. 1918년 11월 24일, 자결권에 대한 결정에 따라 역사적으로 세르비아주(Vojvodship)에 해당했던 시르미아의 세르비아계 거주 지역의 지방 의원들이 루마에서 민족 평의회를 구성하였다. 크로아티아계 주민이 주로 거주하는 서부 지역(쇼카디야 지역)의 의원들은 이 의회에 를 두지 않았다. 민족 평의회는 통일이 이루어지지 않을 것과 자그레브의 지도부가 수많은 어려움에 직면해 있어 행동이 느릴 것을 우려하였다. 이에 세르비아인, 크로아티아인, 슬로베니아인의 공동 국가를 만드는 데 동참하기로 결정하였다. 위원회는 또한 이러한 통일 프로젝트가 실현되지 않을 경우 세르비아 국민의 땅의 일부로 국가에 합류할 것이라고 결정하였다.

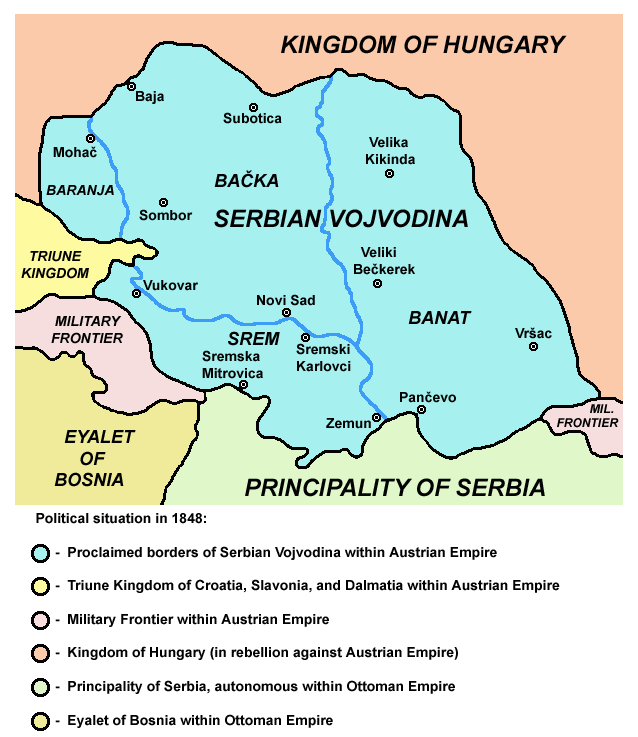
세르비아주의 부분으로서 시르미아 (1848년~1849년)
시르미아군 (1882년~1918년)

### 바나트 바치카 바라냐
동맹국이 패배하고 오스트리아-헝가리 이중 군주제 해체가 임박하면서, 군주제는 붕괴되었다. 1918년 여름부터 여러 지역이 자칭 민족 평의회에 의해 점령되었다. 세르비아인과 다른 슬라브계 들은 노비사드에서 "세르비아 민족 위원회"를 설립하고 곧 바나트, 바치카, 바라냐 전역에 지부를 조직하여 임시 행정부를 구성하였다. 이들은 다른 슬라브족, 특히 부네브치족을 포함하는 것을 목표로 하였다. 위원회는 이익을 확보하기 위해 "세르비아 민족 방위군"이라는 준군사적 민병대를 초안하였다. 하지만 1918년 10월 5일, 판체보 지방 행정부는 동맹국에 맞서기에는 군대가 너무 약할 것을 우려하여 베오그라드에 세르비아 왕립군의 보호를 요청하는 탄원서를 보냈다.
1918년 11월 1일, 테메슈바어에서 지역 사회민주당은 세르비아와 루마니아의 주장에 맞서 바나트를 다민족 지역으로 보존하려는 의도로 바나트 공화국을 선포하였다. 공화국은 주장한 영토 대부분에 대한 통제권을 확보할 수 없었다. 1918년 11월 15일, 베오그라드 협정과 세르비아에 대한 이전 연합국의 결정에 따라 세르비아는 이 지역을 점령하도록 명령받았다. 이에 세르비아 육군은 바나트 서부와 중부(테메슈바어 포함)에 진입하여 공화국을 폐지하였다. 루마니아 육군은 이 지역의 동부에 진입하였다. 바치카와 바라냐도 노비사드에서 통치하는 세르비아 임시 지방 행정부에 넘겨졌다. 세르비아 육군을 환영한 세르비아 민족 위원회는 헝가리 당국으로부터 행정권을 인수하는 작업을 완료하였다. 위원회는 이전에 헝가리 임시 정부(약 한 달 전 오스트리아와의 관계를 단절했음)와의 협정에 따라 이 지역의 다수 주민인 세르비아인(슬라브인)의 자결권을 결정할 민족 평의회를 선출하기 위한 규칙을 제정한 바 있었다. 20세 이상의 모든 슬라브족은 투표권을 가졌다. 민주주의 정신에 입각한 이 선거에서는 여성 참정권이 도입되었다.
1918년 11월 25일, 211개 지방 자치 단체에서 선출된 757명의 로 구성된 "바나트, 바치카, 바라냐의 세르브인, 부네브치인, 다른 슬라브족의 대인민의회"가 구성되었다. 대표 중 세르비아인은 578명, 부네브치인은 84명, 슬로바키아인은 62명, 루신인은 21명, 독일인은 6명, 쇼크치인은 3명, 크로아티아인은 2명, 헝가리인은 1명이었다. 의회에서는 민주당과 급진파라는 두 가지 흐름이 대립하였다. 상대적으로 약했던 민주당 진영은 슬로벤인 크로아트인 세르브인국과 긴밀한 관계를 원했고, 오스트리아-헝가리의 구 남슬라브 지역의 일부로서 세르비아 왕국과 협상에 들어가기를 원했다. 그들은 유고슬라비아 국민의 단결을 강조하며 민족 집단 간의 내부 분열을 거부하였다. 반면, 야샤 토미치가 이끄는 급진파는 세 민족이 서로 다른 문화적, 종교적, 역사적 배경을 가지고 있으며, 유고슬라비아 국가가 불가피하더라도 이 세 민족을 단일 민족으로 대우할 수 없다고 말했다. 따라서 세르비아 왕국과의 무조건적인 연합을 즉각적으로 실시하여 세르비아 민족의 영토를 표시해야 한다고 주장하였다. 결국 급진파의 의견이 승리하였다. 그 이유는 세르비아와의 통합이 즉시 실현되지 않으면 보이보디나가 결국 세르비아 밖으로 밀려날 수 있다는 우려 때문이었다. 의회는 또한 휴전에 따라 만들어진 영토는 영구적이며, 이 영토가 세르비아 왕국에 합병되어야 한다고 결정하였다. 의회는 스스로를 해당 지역의 임시 입법 기관으로 선포하고, 조반 랄로셰비치 박사의 지휘 하에 바나트 바치카 바라냐의 인민 행정부라는 임시 행정 기관을 선출하였다. 베오그라드 정부는 이 지역을 세르비아와 통합한다는 결정을 수용했지만, 새로 구성된 지방 행정부를 공식적으로 인정한 적은 없었다.
세르브인 크로아트인 슬로벤인 왕국이 선포된 후, 민족 평의회는 세르브인 크로아트인 슬로벤인 임시 국가 대표부를 구성할 구성원을 선출하였다. 바라냐는 호르티 미클로시의 백색 테러로부터 탈출한 공산주의자들과 다른 난민들의 은신처가 되었다. 트리아농 조약으로 바라냐 지역의 대부분이 헝가리에 할당되었는데, 이로 인해 대규모 시위가 일어났다. 화가 페타르 도브로비치가 이끄는 일단의 사람들은 세르비아-헝가리 바라냐-바야 공화국을 선포하였다. 이 공화국은 며칠 동안만 지속되었고, 1921년 8월 25일 트리아농 조약에 의해 정의된 헝가리 국경에 따라 헝가리에 침공당해 합병되었다. 트리아농 조약으로 세르비아의 지배 하에 있는 최북단 영토 일부가 헝가리에 할당되었고, 그 지역에는 소수의 남슬라브족이 남았다. 반면 상당수의 독일인과 헝가리인 소수 민족은 세르브인 크로아트인 슬로벤인 왕국의 국경 내에 남았다. 중앙 바나트는 루마니아에 부여되었는데, 이 지역은 민족 구성이 다양했기 때문에 다수 민족이 인구의 과반수를 유지하기를 원했기 때문이었다. 이에 루마니아에는 소수의 유고슬라비아인이, 세르브인 크로아트인 슬로벤인 왕국에는 소수의 루마니아인이 남았다. 바나트 바치카 바라냐 지역은 1922년 통일 체제에 따라 새로운 행정부가 채택될 때까지 연합 체제의 역사적 실체로 남아 있었다. 이 지역은 바치카(노비사드에 중심을 둠), 베오그라드, 포두나블레(스메데레보에 중심을 둠) 행정 구역으로 나뉘었다. 1929년 유고슬라비아 왕국이 선포되면서 이 지역의 대부분은 결국 다뉴브 바노비나의 일부가 되었고, 일부는 베오그라드시에 귀속되었다.

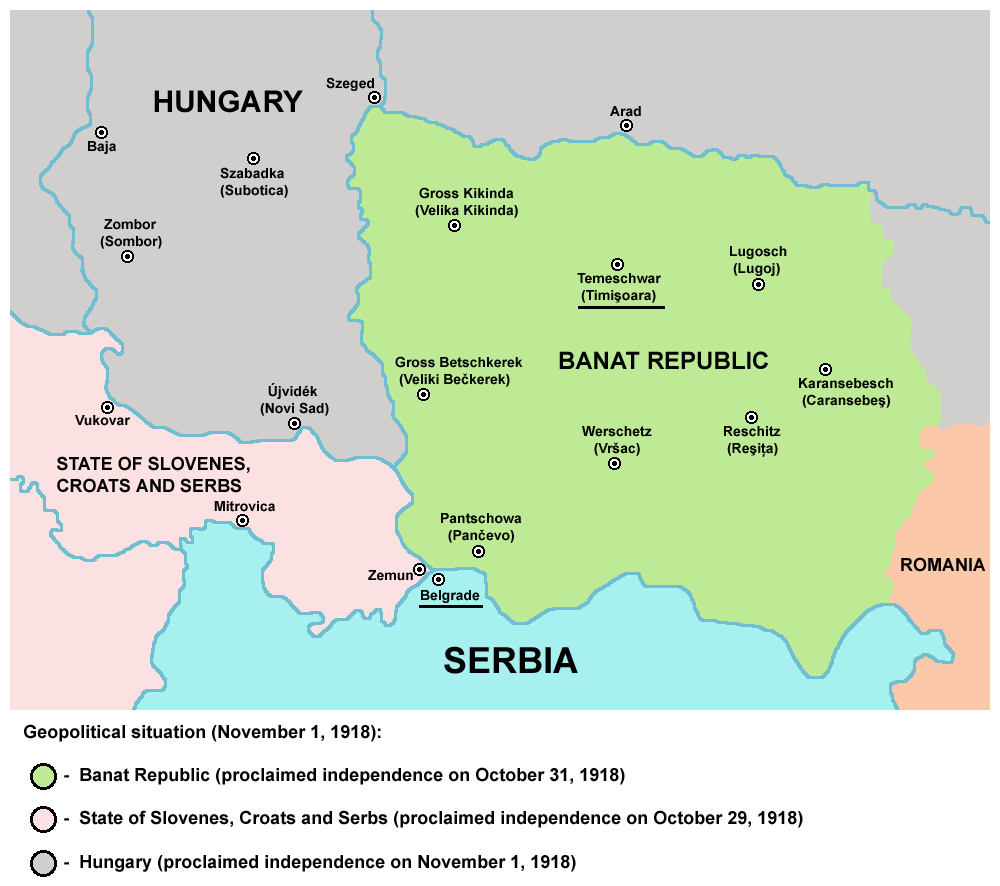
바나트 공화국 (1918년)
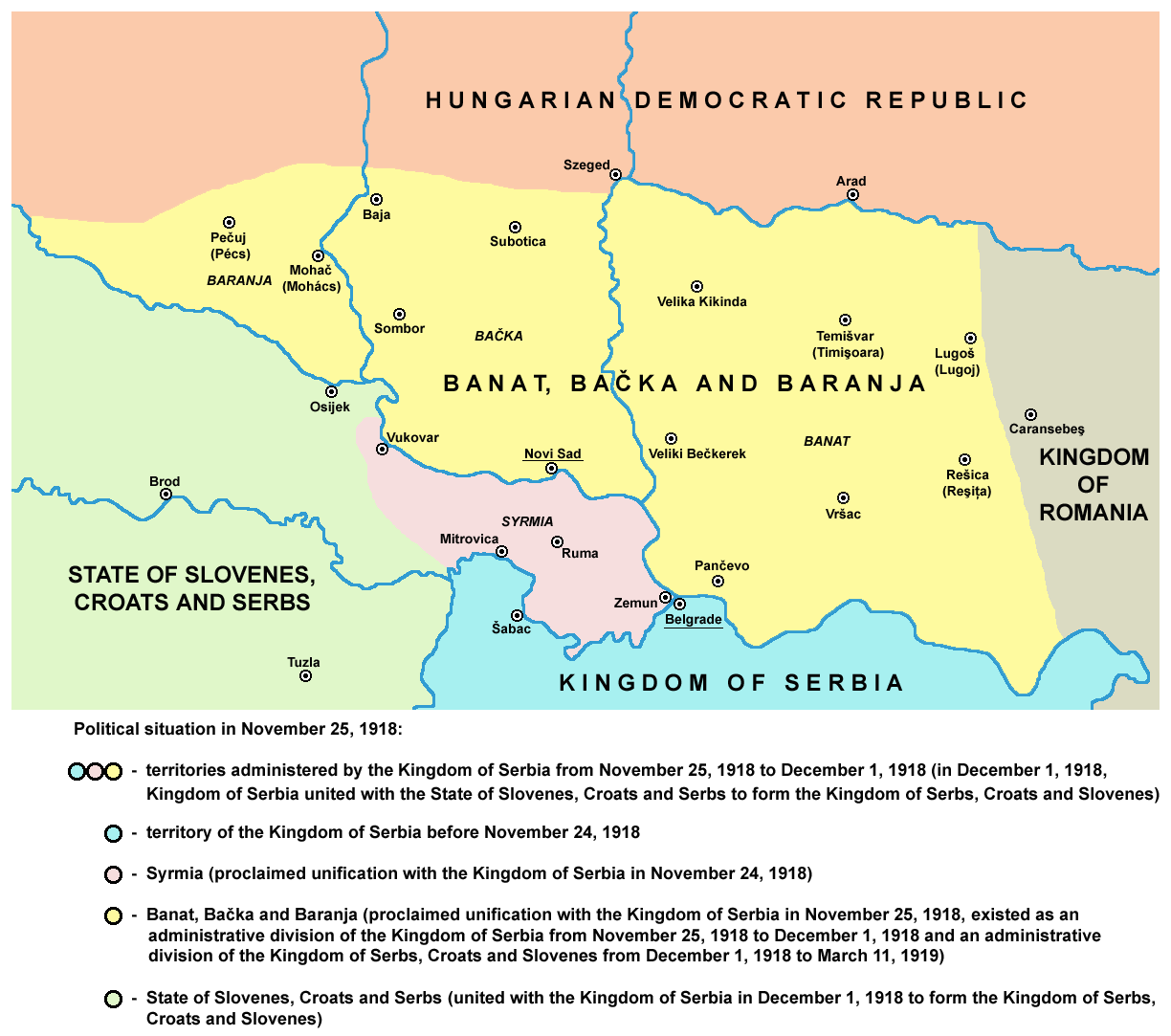
세르비아와의 통일을 선언한 바나트 바치카 바라냐 지역
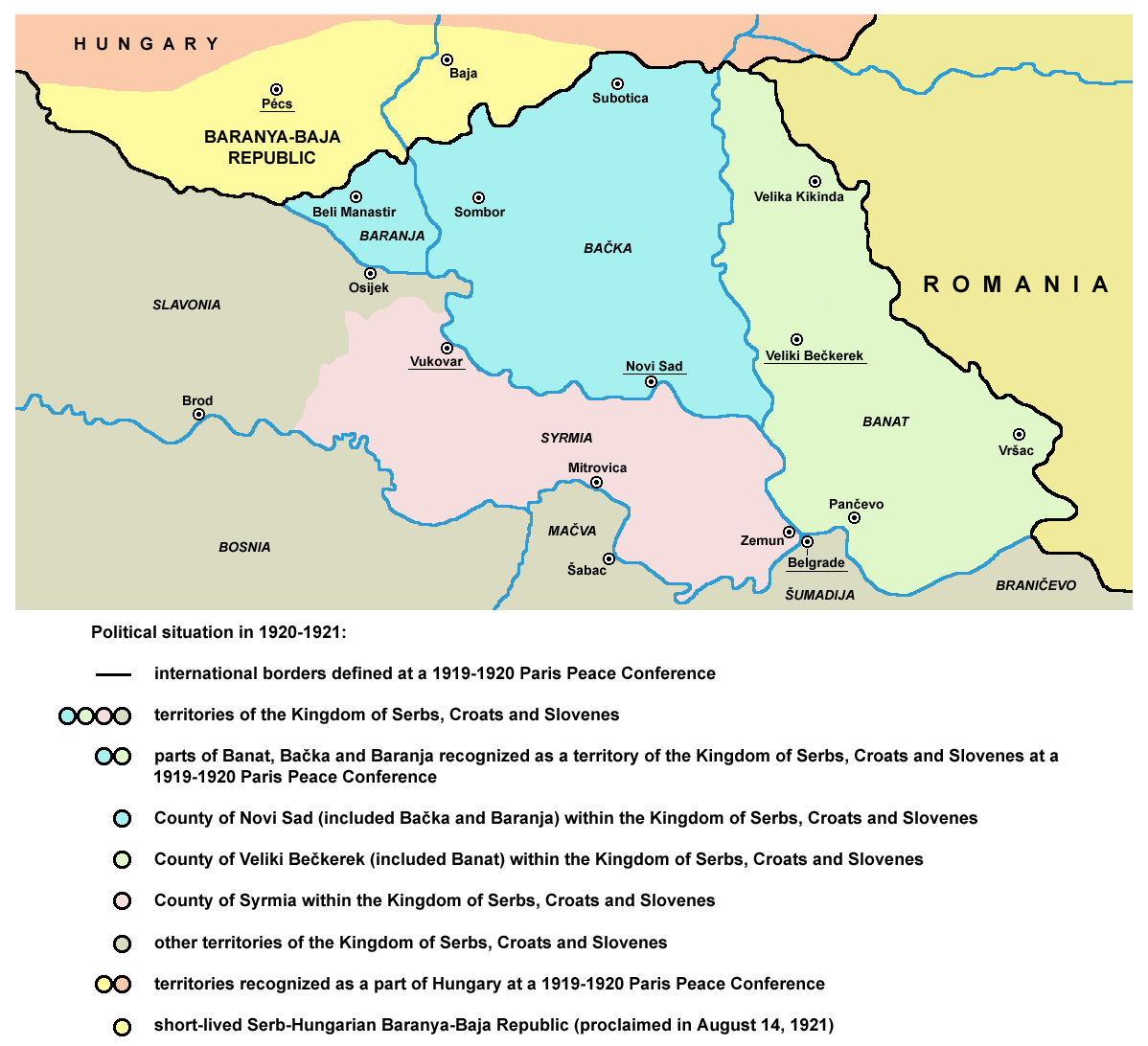
1919년~1920년 파리 평화 회의에서 세르브인 크로아트인 슬로벤인 왕국의 영토로 인정받은 바나트 바치카 바라냐의 일부 지역

### 몬테네그로
몬테네그로는 원래 제타 국가에 속했던 땅을 해방하고, 이후 남슬라브 지역을 통일하려는 민족주의적이고 낭만주의적인 열망에 의해 건국되었다. 또한 미래 유고슬라비아의 다른 지역에 비해 보수적인 이념을 유지하였다. 1848년 페타르 2세 페트로비치-네고시 주교는 세르비아 정부가 자그레브에서 영감을 받아 제안한 남슬라브족 전체가 참여하는 "유고슬라비아" 공동 국가를 만드는 제안을 수락하고 이 문제에 협력하였다. 그러나 먼저 세르비아인의 통일을 요청하고, 나중에 불가리아인과 크로아티아인도 통합할 것을 요청하였다. 1907년 몬테네그로에서 의회 제도가 탄생하였고, 최초의 정당인 인민당은 세르비아의 민족 통일과 해방과 함께 다른 슬라브족과의 협력과 유대감을 형성해야 한다고 표명하였다. 니콜라 1세 몬테네그로 국왕은 세르비아와 점차 냉담한 관계에 접어들고, 세르비아 혁명에서 자신과 조국이 수장을 잃은 데 실망하였다. 그는 유고슬라비아 왕국이라는 개념을 받아들이며 세르비아와의 통합을 수락하고 1914년에 통합 과정을 시작하였으나, 제1차 세계대전으로 인해 중단되었다.

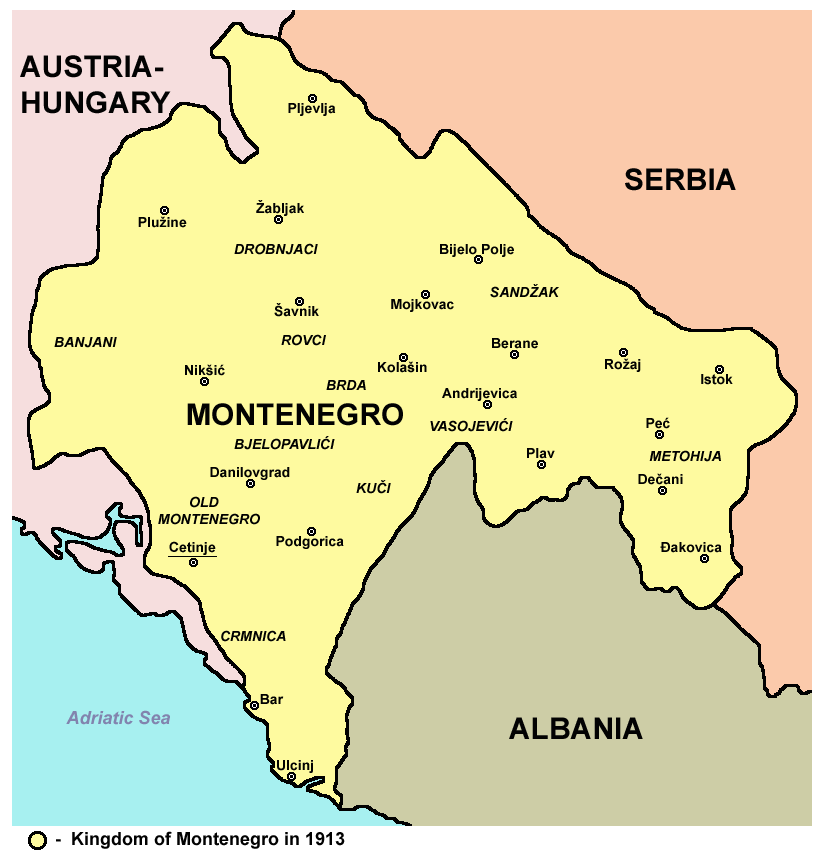
몬테네그로 왕국 (1910년~1918년)

1916년 초 세르비아 육군의 그리스 탈출을 지원하기 위해 세르비아 편에서 전쟁에 참전한 직후, 몬테네그로 왕국은 오스트리아-헝가리 군대에 점령당했다. 망명 기간 동안 세르비아를 비롯한 모든 연합국들은 국왕의 망명 정부를 몬테네그로 정부로 인정하였다. 1916년 봄, 국왕은 안드리야 라도비치를 총리로 선포했지만, 세르비아와의 통합 제안이 거부된 지 몇 달 만에 사임하였다. 그는 1917년, 니콜라 파시치의 세르비아 정부의 지원을 받아 세르비아와의 통일을 위한 국가 위원회를 창설하였다. 1918년에 연합군은 몬테네그로를 장악하고 점령을 위한 공동 임무를 수행하였다. 1918년 10월 15일, 세르비아 정부는 통일 과정을 조직할 "세르비아와 몬테네그로의 통일을 위한 중앙 집행 위원회"를 임명하였다. 열흘 후 위원회는 새로운 선거법에 따라 전국 선거 일정을 잡기로 결정하였다.
몬테네그로 헌법에 위배되는 이 결정으로 세르비아가 만든 위원회는 몬테네그로 의회를 폐지하였고, 휴전 협정이 체결된 날 국왕의 의회 회기 명령을 뒤집었다. 이 결정의 공식적인 이유는 국회의원의 2/5가 해외에 있었기 때문에 새로운 의원을 선출해야 한다는 것이었다. 적격 유권자 명단 없이 선거가 치러졌으며, 세르비아 공무원들이 투표를 통제했다고 알려졌다. 그렇게 선출된 포드고리차 의회(공식적으로는 몬테네그로 세르브인 대인민의회)는 세르비아 군대의 분견대에 포위되었다. 1918년 11월 26일, 포드고리차 의회는 페트로비치-네고시 왕조를 폐위하고 카라조르제비치 왕조를 왕으로 추대했으며, 세르비아인, 크로아티아인, 슬로베니아인의 공동 국가를 수립할 때까지 세르비아와 연합하기로 결정하였다.
포드고리차 의회는 마르코 다코비치의 지휘 하에 "세르비아와의 통합을 위한 몬테네그로 위원회"라는 임시 집행 기관을 선출하였고, 이 기관은 1919년 4월 23일 세르브인 크로아트인 슬로벤인 왕국 정부가 집권할 때까지 몬테네그로의 통합을 감독하였다. 의회는 또한 세르브인 크로아트인 슬로벤인 왕국의 임시 국가 대표부 대표을 선출하였다.
이러한 사건에 대한 반발은 1919년 초 합병에 반대하는 사람들에 의해 크리스마스 봉기로 확대되었다. 국제 지도자들은 봉기에 반대했고, 세르비아군은 반란을 폭력적으로 진압하였다.

### 불가리아
불가리아는 제1차 세계대전 동안 동맹국 편에서 싸웠지만 패배하였다. 당초 연합국은 1915년 런던 조약을 통해 보스니아 헤르체고비나와 바다로 통하는 출구를 확보하는 대가로 세르비아가 마케도니아의 대부분을 불가리아에 양도하도록 하여 불가리아가 연합국에 가담하도록 설득하려고 시도하였다. 세르비아 정부는 이 제안을 공식적으로 확인하지 않았고, 불가리아는 결국 동맹국에 합류하였다. 그러나 전쟁이 끝날 무렵 많은 불가리아 정치인들은 알렉산더르 스탐볼리스키와 같은 통합 남슬라브 국가를 지지하는 기존 불가리아인 지지자들과 함께 새로 형성된 유고슬라비아 국가에 합류하는 데 관심을 갖게 되었다. 그 이유에는 연합군과 싸운 데 대한 전쟁 배상금을 지불하지 않고, 마케도니아에 있는 동족과 연합하려는 것이 포함되었다. 세르비아 지도부가 고려한 초기 계획 중 하나는 1915년 런던 조약을 수용하여 세르비아가 보스니아 헤르체고비나, 슬라보니아, 남부 달마티아를 얻고 마케도니아를 불가리아에 양도한 다음, 세르비아와 불가리아 사이에 유고슬라비아 국가를 형성하는 것이었다. 이 제안에 따르면, 크로아티아인과 슬로베니아인이 거주하는 대부분의 지역은 오스트리아-헝가리 군주국의 일부로 남게 되며, 나중에 해방될 예정이었다. 이 계획은 실현되지 않았다. 그 이유는 연합국이 자결권을 옹호하며 런던 조약을 파기했고, 오스트리아-헝가리 군주국 자체가 붕괴되어 모든 남슬라브 지역이 유고슬라비아 국가에 편입될 수 있게 되었기 때문이다.

## 이후

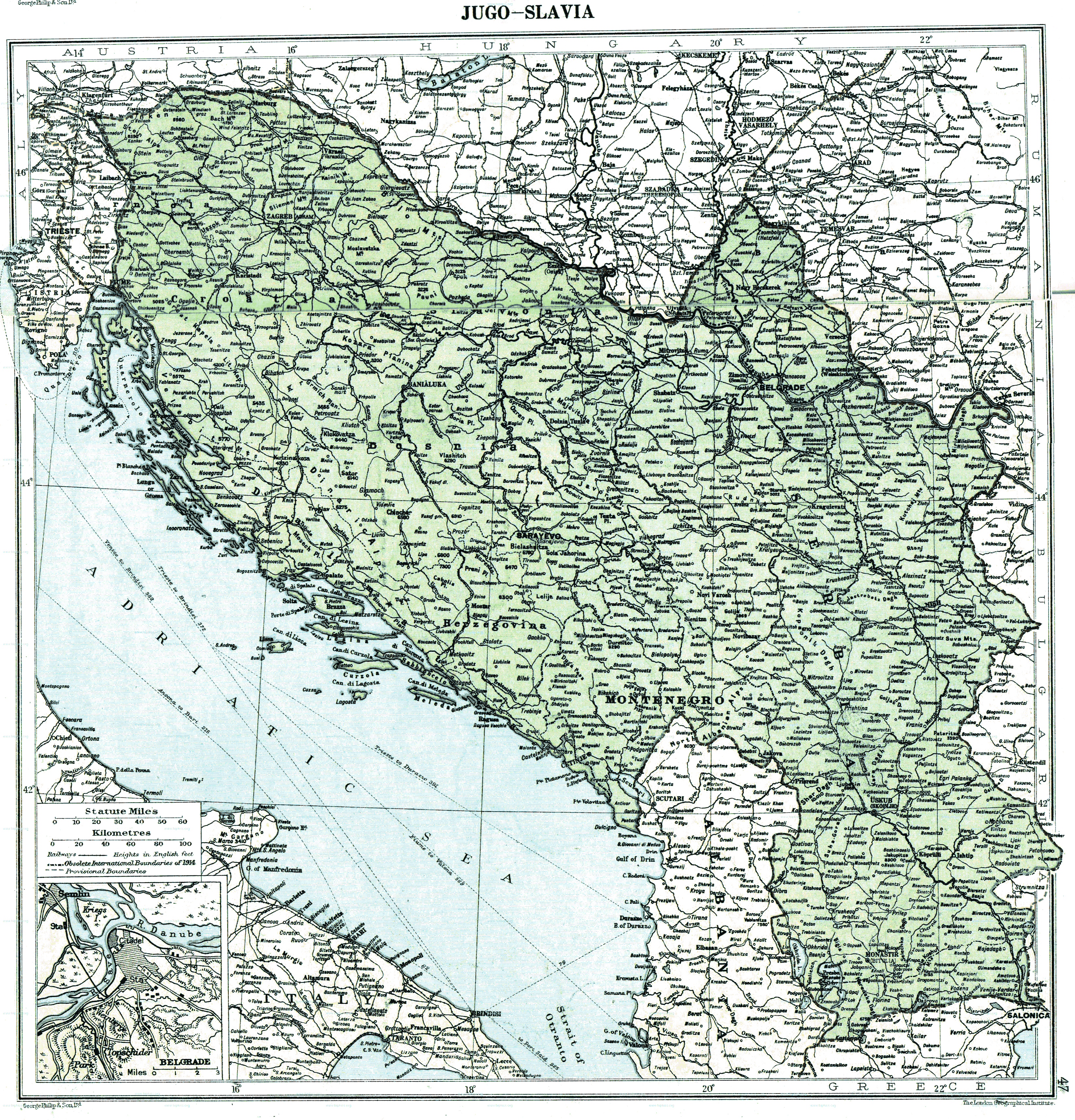
제1차 세계대전 이후, 뇌이, 트리아농, 라팔로 조약 이전인 1919년 유고슬라비아를 보여주는 지도

오스트리아에 남기로 결정한 케른텐 지방에서도 국민투표가 실시되었다. 달마티아의 항구 도시 자라(자다르)와 달마티아의 몇몇 섬들은 이탈리아에 양도되었다. 피우메(리예카)시는 피우메 자유국으로 선포되었지만, 곧 이탈리아의 시인이자 혁명가인 가브리엘레 단눈치오가 몇 달 간 점령하였다. 피우메는 "자유국"이 되었고, 1924년 로마와 베오그라드 간의 양자 협정을 통해 이탈리아에 합병되었다. 그러나 이탈리아와의 국경을 둘러싼 긴장은 계속되었다. 이탈리아는 달마티아 해안의 다른 지역(1919년~1922년에 이탈리아-베네치아 인구의 대부분이 탈출한 지역)을 영유권으로 주장한 반면, 유고슬라비아는 구 베네치아 공화국의 일부로, 이탈리아와 통합된 구 오스트리아 연안 지대의 일부인 이스트라를 영유권으로 주장하였다. 이스트라의 주요 도시에는 이탈리아-베네치아 사람들이 거주하고 있었지만, 농촌 인구는 남슬라브족(크로아티아인과 슬로베니아인)으로 구성되어 있었다.

## 같이 보기
- 아드리아 문제
- 유고슬라비아 왕국
- 유고슬라비아
- 오스트리아-헝가리 제국의 억압받는 민족들의 회의

### 내용주
1. ↑  이 지도는 국제적으로 확립된 국경이나 휴전선을 반영하지 않으며, 단지 파리 평화 회의 이후 최종 국경이 어떻게 될지에 대한 런던 지리학 연구소 연구자들의 의견만을 반영할 뿐이다.

### 참조주
1. ↑  Durković-Jakšić, Ljubomir (1957). 《Srbijansko-crnogorska saradnja 1830–1851》. Belgrade: Naučno delo.[{{{설명}}}]
2. ↑  History of the municipal theatre 보관됨 6월 23, 2007 - 웨이백 머신 from Corfu cityhall Quote: "The Municipal Theatre was not only an Art-monument but also a historical one. On its premises the exiled Serbian parliament, the Skoupsina, held up meetings in 1916, which decided the creation of the new Unified Kingdom of Yugoslavia."
3. ↑  Judah, T. (2008). The Serbs: History, Myth, and the Destruction of Yugoslavia. New York: Yale University Press
4. 1 2  Ivo Banac: The National Question in Yugoslavia:Origins, History, Politics" published by Cornell University Press, 1984 pages 129-31
5. ↑  Tucker 2005, 1286쪽
6. 1 2 3  Annihilation of a nation
7. ↑  Niko Martinović: Crna Gora Biografski zapisi II Luča slobode i trajanja
8. ↑  “Montenet - History of Montenegro: Podgorica's Assembly 1918”. 《www.montenet.org》. 2024년 7월 11일에 확인함.
9. ↑  “Serbs wipe out royalist party in Montenegro”. 2010년 3월 2일에 원본 문서에서 보존된 문서. 2009년 1월 26일에 확인함.

## 추가 읽기
- 바타코비치, 두샨 T., 편집. (2005). 《Histoire du peuple serbe》 [History of the Serbian People] (프랑스어). Lausanne: L’Age d’Homme. ISBN 9782825119587.
- The Birth of Yugoslavia, Volume I, Henry Baerlain, 1922, L. Parsons, London
- Beiträge zur Banater Geschichte: Die Turbulenzen der Jahre 1918-1919 in Temeschburg by Richard Weber (독일어)
- Podgorička skupština by Mijat Šuković (세르비아어)
- The Corfu Declaration, 20 July 1917
- Yugoslav National Council's Address to Prince Alexander of Serbia, 24 November 1918
- The First Yugoslavia: Search for a Viable Political System - by Alex N. Dragnich (Englisch)
- Prince Alexander's Address to Yugoslav National Council, November 1918
- Tucker, Spencer (2005). 《World War I: encyclopedia》. ABC-CLIO. ISBN 1-85109-420-2.